# 안동 안기동 석조여래좌상
안동 안기동 석조여래좌상(安東 安寄洞 石造如來坐像)은 경상북도 안동시 안기동에 있는 남북국 시대 신라의 불상이다.
1963년 1월 21일 대한민국의 보물 제58호 안동안기동석불좌상(安東安寄洞石佛坐像)으로 지정되었다가, 2010년 8월 25일 현재의 명칭으로 변경되었다.

## 개요
현재 불상의 머리는 후대에 새롭게 붙여 놓은 것으로 발견 당시에는 몸통과 대좌만 있었다. 불상이 앉아 있는 대좌(臺座) 역시 원래 불상과 같이 있던 것인지는 확실하지 않다. 비록 원래의 모습이 많이 없어지고 보존 상태도 그리 좋지 못하나 세부의 조각 수법이 우수하고 안정된 자세를 취하고 있다.
양 어깨에 걸쳐 입고 있는 옷은 소매 하나까지 매우 사실적으로 표현하였고, 짤막하게 이어진 옷주름 역시 활달한 모습이다. 오른손을 무릎 위에 올리고 손끝이 땅을 향하도록 하고 있는데, 이것은 악귀를 물리친다는 의미의 항마촉지인(降魔觸地印)이다.
비록 불상의 신체만 남아 있지만 균형 잡힌 자세나 둥글게 처리된 어깨, 부드럽게 흘러내린 옷주름 등 힘있고 사실적인 모습을 통해 이 작품이 통일신라 후기의 것임을 알 수 있다.

## 참고 문헌
- 안동 안기동 석조여래좌상 - 국가유산청 국가유산포털